# 웅진 (기업)
주식회사 웅진은 1980년에 설립된 대한민국의 지주회사이다. 웅진은 웅진그룹의 지주사이자 IT사업을 영위하는 기업이다. 기업용 IT/SW가 주력 사업영역이다.

## 연혁
- 1980년: 헤임인터내셔널 설립
- 1981년: 고교학습지 '헤임고교학습' 출간
- 1983년: 법인 전환 (헤임인터내셔널→웅진출판주식회사)
- 1984년: 어린이 마을 그림책 일러스트레이션 부문 선정
- 1986년: IQ, EQ를 위한 '웅진아이큐' 출간
- 1987년: '웅진위인전기' 출간
- 1989년: 제1대 윤석금 취임, 서울시 종로구로 이전
- 1991년: 제2대 백석기 취임, 윤석금 초대사장은 웅진출판 회장과 웅진그룹 회장직만 수행[1]
- 1993년: 웅진월간학습 출간 (현재 학습지인 웅진씽크빅에서 북클럽으로 상호 변경)
- 1994년: 김용운 교수와 웅진이 함께 만든 웅진용운수학 출간
- 1995년: 3,4,5,6학년을 위한 백과사전식 전과 '웅진아이큐탑' 출간, 웅진씽크빅으로 서비스 변경
- 1997년: 21세기 웅진학습백과사전, 웅진출판 그림책나라로 런칭
- 1998년: 윤석금 회장이 사장으로 복귀[2]
- 2000년: 상호변경(웅진출판주식회사→ 주식회사 웅진닷컴),깨치기 런칭 서비스 선정, 깨치기로 변경 (수학깨치기, 한글깨치기, 생각깨치기 호기심깨치기)
- 2001년: 당초 웅진시스템(구 웅진통신판매)에서 발행했지만 이 회사가 2000년 10월 웅진식품에 흡수합병되는 과정에서[3] 같은 해 11월호부터 웅진식품으로 발행사가 바뀐 월간 위인잡지 생각쟁이(2001년 11월호부터), 2000년 12월 창간호부터 웅진식품에서 발행해 온 월간 과학잡지 과학쟁이 (2001년 8월호부터) 판권 인수
- 2002년: 제3대 김준희 취임[4]
- 2005년: 상호 변경 (주식회사 웅진닷컴→주식회사 웅진씽크빅)
- 2007년: 상호 변경 (주식회사 웅진씽크빅→주식회사 웅진홀딩스)
- 2008년: 제4대 최봉수 대표이사(공동) 취임(김준희-교육서비스사업 총괄 최봉수-단행본사업부문 총괄)[5]
- 2009년: 김준희 공동 대표이사 퇴사[6]
- 2015년: 상호 변경 (주식회사 웅진홀딩스→주식회사 웅진)